# Carbide & Carbon Building
El Carbide & Carbon Building és un gratacel situat al 230 N  Michigan Avenue a Chicago (Illinois, Estats Units). L'edifici, construït el 1929, és considerat com un exemple de l'arquitectura Art déco i va ser concebut per Daniel Burnham i Hubert, un dels seus fills. Construït inicialment com una torre d'oficines de gran alçada, el Carbide & Carbon Building ha estat el 2004 convertit en hotel, conegut avui amb el nom de Chicago Hard Rock Hotel. L'edifici compta 37 pisos i mesura 153 m d'alçada. L'immoble va ser catalogat com a Chicago Landmark el 9 de maig de 1996.
L'exterior de l'edifici és recobert de granit negre polit, i la torre està feta de terracota de color verd enfosquit amb acabaments de fulles d'or. Segons una llegenda popular, els arquitectes Daniel i Hubert Burnham van concebre l'edifici de manera que s'assemblés a una ampolla de cava verd fosc amb el seu barret de fulla d'or. D'ençà el 16 de novembre de 2007, la part superior de la torre és il·luminada tota la nit. Sovint es compara l'edifici amb l'American radiator building de New York.
La planta baixa va ser concebuda inicialment per anunciar productes de la societat Union Carbide i de la filial Carbon Corporation de la qual les oficines estaven situades a l'edifici.
La part superior de l'edifici ha estat el lloc de rodatge d'una escena de la pel·lícula Wanted.